# Cristian Galano
Cristian Galano é um jogador de futebol italiano da 2ª liga e que foi o primeiro a receber o cartão verde pelo seu jogo limpo.